# Wycieczka na studia
Wycieczka na studia (ang. College Road Trip) – amerykańska komedia z 2008 roku w reżyserii Rogera Kumble'a. Wyprodukowany przez Walt Disney Pictures i Gunn Films.

## Opis fabuły
Siedemnastoletnia Melanie (Raven-Symoné) chce jechać z koleżankami na rozmowę kwalifikacyjną na wymarzony uniwersytet. Jej plany burzy nadopiekuńczy ojciec James (Martin Lawrence), który postanawia osobiście zawieźć ją na uczelnię. Ich wyprawa obfituje w niezwykłe wydarzenia.

## Obsada
- Martin Lawrence jako szef James Porter
- Raven-Symoné jako Melanie Porter
- Eshaya Draper jako Trey Porter
- Donny Osmond jako Doug Greenhut
- Molly Ephraim jako Wendy Greenhut
- Kym Whitley jako Michelle Porter
- Brenda Song jako Nancy Carter
- Margo Harshman jako Katie Crazyman
- Arnetia Walker jako babcia Porter
- Vincent Pastore jako Freddy
- Lucas Grabeel jako Scooter
- Benjamin Patterson jako Tracy

i inni